# Yomraspor
Yomraspor ist ein türkischer Fußballverein aus der Stadt Yomra der nordtürkischen Provinz Trabzon. Der Verein wurde 1968 gegründet und hat die Vereinsfarben Lila-Weiß. Im Sommer 2015 erreichte der Verein den Aufstieg in die TFF 3. Lig, in die die vierthöchste Spielklasse, und damit die erste Teilnahme am türkischen Profifußball.

## Geschichte

### Gründung und die ersten Jahre
Der Verein wurde 1968 nach den Bemühungen von einigen Stadtnotabeln und Jugendlichen unter dem Namen Yomra Spor Kulübü, kürz Yomraspor gegründet. Nach der Vereinsgründung spielte der Klub in den regionalen Amateurligen.

### Einstieg in den Profifußball
In der Spielzeit 2014/15 beendete der Verein die Spielzeit der Bölgesel Amatör Lig, der fünfthöchsten türkischen Liga im Allgemeinen und der höchsten türkischen Amateurliga im Speziellen, als Meister und stieg das erste Mal in seiner Vereinsgeschichte in die TFF 3. Lig, in die niedrigste türkische Profiliga, auf.

## Erfolge
- Meister der BAL und Aufstieg in die TFF 3. Lig: 2014/15

## Ligazugehörigkeit
- 4. Liga: Seit 2015
- Amateurligen: bis 2015

## Bekannte Spieler
- Alaattin Tosun